# Jeux asiatiques de 2006
Navigation
Édition précédente Édition suivante
Les XVes Jeux asiatiques se sont déroulés du 1er au 15 décembre 2006 à Doha, au Qatar. Ils ont rassemblé des participants de quarante-cinq délégations asiatiques. Le centre sportif principal est l'Aspire Zone.

## Organisation
Le cheikh Tamim bin Hamad al-Thani est le président du comité d'organisation.

## Délégations présentes
Les Jeux asiatiques 2006 ont vu la participation de 8608 athlètes représentant quarante-cinq délégations.
Classement par ordre alphabétique des codes pays du CIO. Entre parenthèses, le nombre de participants par délégation.
| - Afghanistan (47) - Bangladesh (74) - Bhoutan (21) - Bahreïn (228) - Brunei (7) - Cambodge (18) - Chine (707) - Hong Kong (282) - Indonésie (140) | - Inde (435) - Iran (249) - Irak (85) - Jordanie (98) - Japon (631) - Kazakhstan (338) - Kirghizistan (131) - Corée du Sud (657) - Arabie saoudite (155) | - Koweït (238) - Laos (15) - Liban (138) - Macao (202) - Malaisie (244) - Maldives (56) - Mongolie (176) - Birmanie (40) - Népal (51) | - Oman (83) - Pakistan (157) - Philippines (231) - Palestine (83) - Corée du Nord (164) - Qatar (359) - Singapour (134) - Sri Lanka (155) - Syrie (155) | - Thaïlande (378) - Tadjikistan (103) - Turkménistan (84) - Timor oriental (15) - Taipei chinois (399) - Émirats arabes unis (131) - Ouzbékistan (243) - Vietnam (247) - Yémen (24) |

## Sports
Les athlètes participants se sont disputé des médailles dans trente-huit sports et quarante-sept disciplines.
- Athlétisme, voir résultats détaillés
- Aviron, voir résultats détaillés
- Badminton, voir résultats détaillés
- Baseball, voir résultats détaillés
- Basket-ball, voir résultats détaillés
- Billard, voir résultats détaillés
- Bowling, voir résultats détaillés
- Boxe, voir résultats détaillés
- Canoë-kayak, voir résultats détaillés
- Culturisme, voir résultats détaillés
- Cyclisme (cyclisme sur piste et cyclisme sur route), voir résultats détaillés
- Échecs, voir résultats détaillés
- Équitation (saut d'obstacles, dressage, concours complet d'équitation et endurance), voir résultats détaillés
- Escrime, voir résultats détaillés
- Football, voir résultats détaillés
- Golf, voir résultats détaillés
- Gymnastique (gymnastique artistique, gymnastique rythmique et trampoline), voir résultats détaillés
- Haltérophilie, voir résultats détaillés
- Handball, voir résultats détaillés
- Hockey, voir résultats détaillés
- Judo, voir résultats détaillés
- Kabaddi, voir résultats détaillés
- Karaté, voir résultats détaillés
- Lutte, voir résultats détaillés
- Natation (natation, natation synchronisée, plongeon et water polo), voir résultats détaillés
- Rugby, voir résultats détaillés
- Sepak Takraw, voir résultats détaillés
- Softball, voir résultats détaillés
- Squash, voir résultats détaillés
- Taekwondo, voir résultats détaillés
- Tennis (tennis et soft tennis), voir résultats détaillés
- Tennis de table, voir résultats détaillés
- Tir, voir résultats détaillés
- Tir à l'arc, voir résultats détaillés
- Triathlon, voir résultats détaillés
- Voile, voir résultats détaillés
- Volley-ball (volley-ball et beach-volley), voir résultats détaillés
- Wushu, voir résultats détaillés

## Tableau des médailles
| Rang  | Pays / Équipe       | Médaille d'or, Asie | Médaille d'argent, Asie | Médaille de bronze, Asie | Total |
| 1     | Chine               | 165                 | 88                      | 63                       | 316   |
| 2     | Corée du Sud        | 58                  | 53                      | 82                       | 193   |
| 3     | Japon               | 50                  | 71                      | 77                       | 198   |
| 4     | Kazakhstan          | 23                  | 19                      | 43                       | 85    |
| 5     | Thaïlande           | 13                  | 15                      | 26                       | 54    |
| 6     | Iran                | 11                  | 15                      | 22                       | 48    |
| 7     | Ouzbékistan         | 11                  | 14                      | 14                       | 39    |
| 8     | Inde                | 10                  | 18                      | 26                       | 54    |
| 9     | Qatar               | 9                   | 12                      | 11                       | 32    |
| 10    | Taïwan              | 9                   | 10                      | 27                       | 46    |
| 11    | Malaisie            | 8                   | 17                      | 17                       | 42    |
| 12    | Singapour           | 8                   | 7                       | 12                       | 27    |
| 13    | Arabie saoudite     | 8                   | 0                       | 6                        | 14    |
| 14    | Bahreïn             | 7                   | 10                      | 4                        | 21    |
| 15    | Hong Kong           | 6                   | 12                      | 10                       | 28    |
| 16    | Corée du Nord       | 6                   | 9                       | 16                       | 31    |
| 17    | Koweït              | 6                   | 5                       | 2                        | 13    |
| 18    | Philippines         | 4                   | 6                       | 9                        | 19    |
| 19    | Vietnam             | 3                   | 13                      | 7                        | 23    |
| 20    | Émirats arabes unis | 3                   | 4                       | 3                        | 10    |
| 21    | Mongolie            | 2                   | 5                       | 8                        | 15    |
| 22    | Indonésie           | 2                   | 3                       | 15                       | 20    |
| 23    | Syrie               | 2                   | 1                       | 3                        | 6     |
| 24    | Tadjikistan         | 2                   | 0                       | 2                        | 4     |
| 25    | Jordanie            | 1                   | 3                       | 4                        | 8     |
| 26    | Liban               | 1                   | 0                       | 2                        | 3     |
| 27    | Birmanie            | 0                   | 4                       | 7                        | 11    |
| 28    | Kirghizistan        | 0                   | 2                       | 6                        | 8     |
| 29    | Irak                | 0                   | 2                       | 1                        | 3     |
| 30    | Macao               | 0                   | 1                       | 6                        | 7     |
| 31    | Pakistan            | 0                   | 1                       | 3                        | 4     |
| 32    | Sri Lanka           | 0                   | 1                       | 2                        | 3     |
| 33    | Turkménistan        | 0                   | 1                       | 0                        | 1     |
| 33    | Laos                | 0                   | 1                       | 0                        | 1     |
| 35    | Népal               | 0                   | 0                       | 3                        | 3     |
| 36    | Afghanistan         | 0                   | 0                       | 1                        | 1     |
| 36    | Bangladesh          | 0                   | 0                       | 1                        | 1     |
| 36    | Yémen               | 0                   | 0                       | 1                        | 1     |
| Total | Total               | 428                 | 423                     | 542                      | 1393  |